# Hyalurga albovitrea
Hyalurga albovitrea là một loài bướm đêm thuộc phân họ Arctiinae, họ Erebidae.